# Comuna Balîko-Șciuciînka, Kaharlîk
Balîko-Șciuciînka (în ucraineană Балико-Щучинка) este o comună în raionul Kaharlîk, regiunea Kiev, Ucraina, formată din satele Balîko-Șciuciînka (reședința) și Uleanîkî.

## Demografie
Componența lingvistică a comunei Balîko-Șciuciînka
     Ucraineană (97,08%)
     Rusă (2,52%)
     Alte limbi (0,13%)
Conform recensământului din 2001, majoritatea populației comunei Balîko-Șciuciînka era vorbitoare de ucraineană (97,08%), existând în minoritate și vorbitori de rusă (2,52%).